# Собош
Собош (слч. Soboš) насељено је мјесто са административним статусом сеоске општине (слч. obec) у округу Свидњик, у Прешовском крају, Словачка Република.

## Становништво
| Година:    | 1994. | 2004.   | 2014.   | 2024.   |
| ---------- | ----- | ------- | ------- | ------- |
| Број људи: | 144   | 132     | 140     | 141     |
| Разлика:   |       | -8,33 % | +6,06 % | +0,71 % |

| Година:    | 2023. | 2024.   |
| ---------- | ----- | ------- |
| Број људи: | 138   | 141     |
| Разлика:   |       | +2,17 % |

Према подацима о броју становника из 2024. године насеље је имало 141 становника.